# Abubarkar Tafawa Balewastadion
Het Abubarkar Tafawa Balewastadion is een multifunctioneel stadion in Bauchi, een stad in Nigeria. 
Het stadion wordt vooral gebruikt voor voetbalwedstrijden, de voetbalclub Wikki Tourists FC maakt gebruik van dit stadion. Ook werd het stadion gebruikt voor het Wereldkampioenschap voetbal onder 20 van 1999. In het stadion is plaats voor 25.000 toeschouwers. Het stadion werd geopend in 1963. Het werd tussen 1964 en 1966 en in 1998 gerenoveerd.